# 세일즈맨 (2016년 영화)
《세일즈맨》(영어: The Salesman, 페르시아어: فروشنده)는 2016년에 개봉한 아시가르 파르하디가 감독과 각본을 맡은 이란의 드라마 영화이다. 샤하브 호세이니와 타라네 알리두스티가 주연을 맡았다. 극무대에서 아서 밀러의 희곡 《세일즈맨의 죽음》을 연기하던 부부에 관한 내용을 담았다. 그러던 중에 아내가 강도로부터 공격을 당한 후, 남편은 범인의 정체를 밝히려고 하는 반면에 아내는 외상후 스트레스를 극복하는데 어려움을 겪는다. 파르하디 감독은 공유되고 있는 주제를 바탕으로 하는 극중극으로서 밀러의 희곡을 택했다. 영화 촬영은 2015년부터 테헤란에서 이뤄졌다.
2016 칸 영화제 경쟁 부문 후보였다. 영화제에서 아시가르 파르하디 감독은 각본상을, 샤하브 호세이니는 남우주연상을 수상했다. 제89회 아카데미상 외국어 영화상 수상작이다. 그러나 파르하디는 미국의 행정명령 13769호에 항의하며 제89회 아카데미상에 참석하지 않았다.

## 출연
- 샤하브 호세이니 - 에마드
- 타라네 알리두스티 - 라나
- 바바크 카리미 a- 바바크
- 파리드 사야드호세이니(Farid Sajadhosseini) - 사내
- 미나 사다티(Mina Sadati) - 사남
- 마랄 바니 아담(Maral Bani Adam) - 카티
- 메흐디 쿠시키(Mehdi Koushki) - 시아바시
- 에마드 에마미(Emad Emami) - 알리
- 시린 아가카시(Shirin Aghakashi) - 에스마트
- 모즈타바 피르자데(Mojtaba Pirzadeh) - 마지드
- 사흐라 아사돌라히(Sahra Asadollahi) - 모즈간
- 에테람 보루만드(Ehteram Boroumand) - 샤나자리 부인
- 삼 발리푸르(Sam Valipour) - 사드라[4]